# Peresecina
Peresecina je vesnice v okrese Orhei v Moldavsku.

## Významné osobnosti
- Sergiu Niță
- Radu Sîrbu
- Alexandra Remenco